# طريق الشيطان (فلم 1963)
فيلم مصري تم إنتاجه في 2 يونيو 1963 

## طاقم العمل

### أبطال الفيلم
- سامية جمال
- فريد شوقي
- رشدي أباظة
- شويكار
- مديحة سالم
- توفيق الدقن
- ناهد سمير
- ليندا بدوي
- محمد أباضة
- زكي إبراهيم
- سمير شديد
- فيفي يوسف
- محمد صبيح
- حسين إسماعيل
- سميحة محمد
- مطاوع عويس
- زيزي البدراوي
- عمران بحر

### مونتاج
- عبد العزيز فخري   (مونتير)
- محي الدين أحمد   (مركب الفيلم)
- ميمي سابو (فيلم)
- ليلى فهمي   (نيجاتيف)
- محمد الطباخ (م. مونتير)

### صوت
- نيفيو أورفانللي (مهندس الصوت)
- حسن الشاعر (م. صوت)
- إبراهيم طاهر (م. صوت)
- عبد الشافي محمد (مسجل الصوت)

### إنتاج
- أفلام رشدي أباظة (منتج)
- رشدي أباظة (منتج)
- محمود المردندي   (مدير الإنتاج)
- مصطفى عبد العزيز   (م. إنتاج)

### إخراج
- كمال عطية   (مخرج)
- صالح فوزي   (مخرج مساعد)
- بندق   (ملاحظ سيناريو)
- ملاك أندراوس (كلاكيت)

### تصوير
- كليليو (مدير التصوير)
- محمود سابو   (مصور)
- غنيم بهنسي (م. مصور)

### ديكور
- حلمي عزب (مهندس المناظر)
- نجيب خوري (إكسسوار)
- ستوديوهات جلال (المناظر الداخلية)

### توزيع
- أفلام إيهاب الليثي (توزيع)
- أفلام رشدي أباظة   (موزع داخلي)
- المتحدة للسينما (صبحي فرحات)   (موزع خارجي)

### تأليف
- رشدي أباظة (مؤلف)
- كمال عطية (سيناريو وحوار)

### معمل
- ستوديو نصيبيان (الطبع والتحميض)
- فاهية   (مدير المعمل)

### ماكياج
- يوسف محمود   (ماكيير)

### فوتو غرافيا
- صبحي بسطا   (مصور فوتوغرافيا)

## روابط خارجية
- مقالات تستعمل روابط فنية بلا صلة مع ويكي بيانات